# Батарея Матюхіна

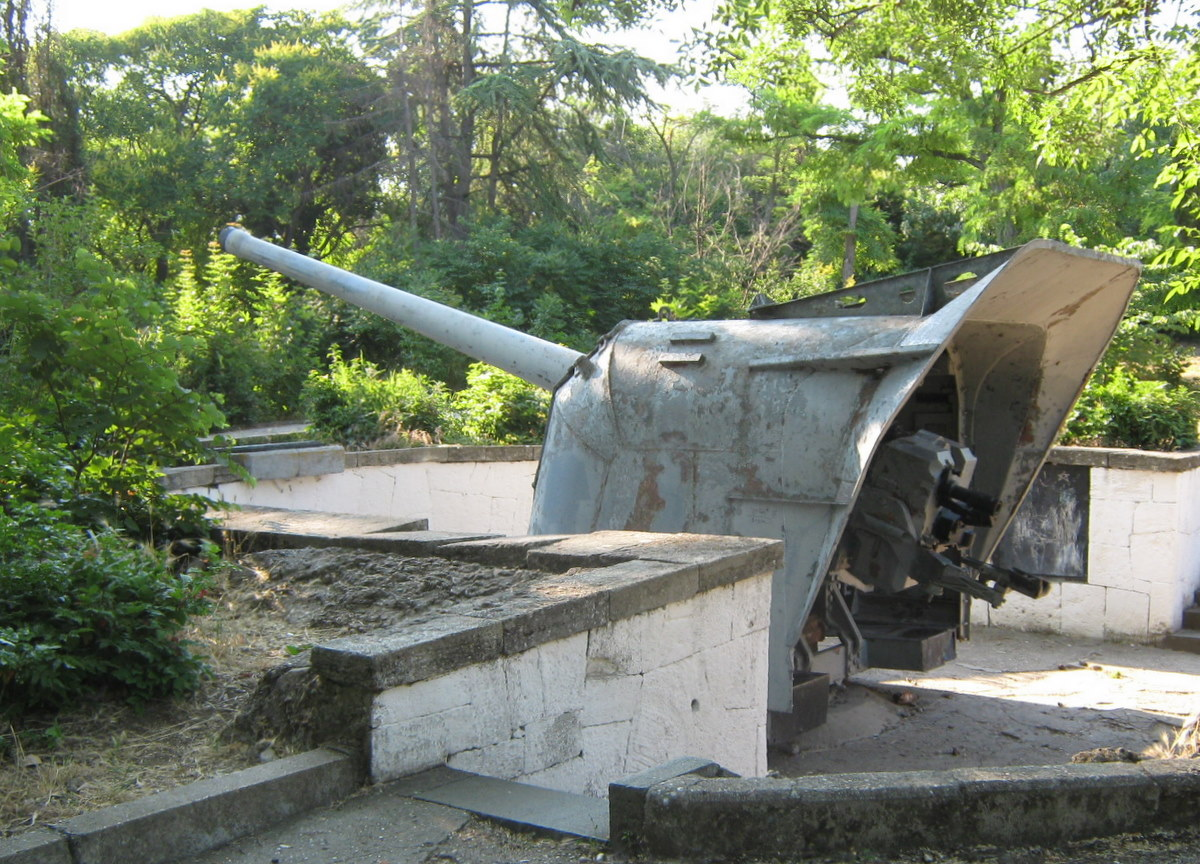
130-мм гармата на місці батареї Матюхіна

Батарея Матюхіна (111/701) — двогарматна артилерійська батарея, що була розташована на Малаховому кургані в Севастополі під час оборони Севастополя в часи радянсько-німецької війни. Командиром батареї був капітан-лейтенант Олексій Павлович Матюхін.

## Історія
Батарея входила до складу 4-го окремого артилерійського дивізіону, яким командував майор В. Ф. Моздалевський. Спочатку мала № 111, а з березня 1942 року № 701. Командний пункт батареї спочатку розміщувався в оборонній башті Корніловського бастіону. До весни 1942 року недалеко від гармати № 1 був побудований підземний командний пункт із залізобетонним перекриттям. Звідси й здійснювалося керівництво діями батареї, керування вогнем.
У дні другого, грудневого наступу гітлерівців на Севастополь влучний вогонь артилеристів-матюхінців надав серйозну підтримку радянським піхотинцям. У той час про батарею писали фронтові газети.
В останні дні оборони на Малаховому кургані йшли особливо важкі бої. 30 червня 1942 року, витративши весь боєзапас бійці батареї, що залишилися живими, за наказом командування підірвали гармати і з боєм відійшли на інші позиції.

## Пам'ять

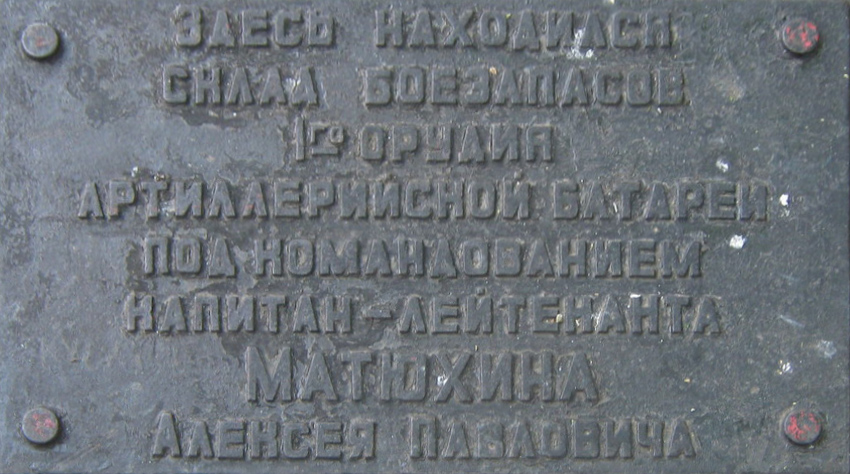
одна з меморіальних дощок

У листопаді 1958 року на місці, де розташовувалася батарея Олексія Матюхіна, було встановлено дві 130-мм гармати з Червонопрапорного есмінця «Бойкий». Ці гармати, а також склади боєприпасів і командний пункт батареї склали комплексний пам'ятник захисникам Малахового кургану періоду другої героїчної оборони.
Біля входу в командний пункт встановлена меморіальна кам'яна стіна з чавунною дошкою, напис на якій свідчить: «Тут знаходився КП артилерійської батареї під командуванням капітан-лейтенанта Олексія Павловича Матюхіна». Меморіальні дошки є також біля гармат і складів боєприпасів.